# Korea Post
Korea Post (кор. 우정사업본부) — національний оператор поштового зв'язку Південної Кореї зі штаб-квартирою в Седжоні. Є державною компанією та підпорядковане уряду Південної Кореї. Член Всесвітнього поштового союзу.